# Nitocrella jankowskajae
Nitocrella jankowskajae är en kräftdjursart som beskrevs av Borutsky 1972. Nitocrella jankowskajae ingår i släktet Nitocrella och familjen Ameiridae. Inga underarter finns listade i Catalogue of Life.